# Monumenta Nipponica
『Monumenta Nipponica』（ラテン語、モニュメンタ・ニポニカ）とは、主に英語で書かれる学術雑誌である。日本の社会、文化、歴史、宗教、文学、芸術、人類学など、日本やアジア研究についてのさまざまな主題の査読論文や書評が掲載される。東京の上智大学が季刊で発行している。毎号、3から4の投稿論文があり、おおむね10から15の日本研究書の書評が掲載される。

## 歴史
『Monumenta Nipponica』は、上智大学のヨーロッパ系研究者が中心となって、1938年に創立され、編集者のイエズス会への興味を反映して、初期の内容は「キリシタン世紀」（1550年–1650年）の日本とカトリック教会との関係を扱ったものが大部を占めた。テーマは、文学や芸術、歴史、哲学、科学、民族学、言語学や音楽学、政治学などの多岐にわたる。
1950年代後半になって、英語で書かれたものが他言語をしのぐようになり、カトリック教会と日本との関係を扱ったものも減っていった。また、書評が論文より多く掲載されるようにもなった。

## 評価
『モニュメンタ・ニポニカ』は日本研究の分野での基礎的雑誌である。特に文学、歴史や宗教の分野を得意とする。特に書評は、しばしばある分野の第一人者によって書かれ、それぞれの分野の最新の研究を知ることができるものであり、日本を学ぶすべての者にとって重要である。
「本文や脚注に現れた日本語や中国語の単語」の漢字表記や、引用された原典の概要を附すという編集方針のために、論文がたいへん読みやすくなっている。論文や書評に加えて、学会の公開討議についての短文を定期的に掲載している。研究において重要な位置を占める研究者の論文を掲載する一方、新進の研究者に対しても多くの紙面が割かれている。翻訳の掲載が重視されていることも注目に値する。
JSTORとプロジェクトMUSEにおいて閲覧可能である。